# Евангелическое суперинтендентство Аугсбургского исповедания Нижней Австрии
Евангелическое суперинтендентство Аугсбургского исповедания Нижней Австрии (нем. Evangelische Superintendentur A. B. Niederösterreich) — епархия Евангелической церкви Аугсбургского исповедания в Австрии.
Суперинтендентство возглавляет суперинтендент.

## Организационная структура
Евангелическое суперинтендентство Aугсбургского исповедания Нижней Австрии территориально почти полностью совпадает с федеральной землёй Нижняя Австрия за исключением политических общин Герасдорф-бай-Вин, Грос-Энцерсдорф, Фишаменд, Химберг и Швехат и дополнительно охватывает политическую общину Бруккнойдорф, (церковный приход Брукк-ан-дер-Лайта—Хайнбург-ан-дер-Донау).
Центр епархии находится в столице Нижней Австрии городе Санкт-Пёльтен:
- 3100 Санкт-Пёльтен, Раб-Променаде, 18 (нем. Julius Raab-Promenade 18, 3100 St. Pölten, Österreich, Superintendentur A.B. Niederösterreich).

По данным на 31 декабря 2015 года в суперинтендентстве располагаются 27 (28 с учётом церковного прихода Швехат (политические общины Фишаменд, Химберг и Швехат) — на официальном сайте суперинтендентства без указания даты)Прим. ред. от 27.04.2016г. церковных приходов и 1 дочерняя церковь с 39 190 членами, включая 682 прихожанина "Гельветского исповедания". Все церковные приходы располагаются в федеральной земле Нижняя Австрия.

Суперинтендентство с 1998 по 2015 год возглавлял суперинтендент-магистр Пауль Вайланд  (нем.).
Он путём личных визитаций наблюдал за церковной жизнью суперинтендентства и представлял отчёт о результатах своих наблюдений в Синод. Суперинтендент имел право собственной властью останавливать найденные им беспорядки в церковном управлении. Он председательствовал в местном синоде и в комитете местного синода, руководил приходскими выборами, имел исключительное право на совершение некоторых священнодействий (например освящения церквей, ординации). Должность суперинтендента соединялась с одною из духовных или пасторских должностей суперинтендентства.
В настоящее время (апрель 2016 года) должность вакантна.
| Имя                      | Срок пребывания |
| ------------------------ | --------------- |
| Фриц Хайнцельманн (нем.) | 1947–1954       |
| Валентин Шмидт (нем.)    | 1954–1962       |
| Фридрих Мауэр (нем.)     | 1962–1972       |
| Хайнц Шнефер (нем.)      | 1972–1977       |
| Хельмут Зантер (нем.)    | 1977–1998       |
| Пауль Вайланд (нем.)     | 1998–2015       |

## Приходы
Список всех церковных приходов Евангелического суперинтендентства Аугсбургского исповедания Нижней Австрии в реальном времени можно посмотреть здесь.
| Приход (Pfarrgemeinde)                                                 | Церковное здание (Kirchengebäude) | Изображение (Bild)                                                        |
| ---------------------------------------------------------------------- | --- | ------------------------------------------------------------------------- |
| Амштеттен-Вайдхофен-ан-дер-Ибс (Amstetten-Waidhofen an der Ybbs)       | Спасская церковь (Амштеттен) (Heilandskirche in Amstetten) → Проповеднические станции: Холленштайн-ан-дер-Ибс (частный дом), Хаг (Ферзоргунсхаймкапелле), Вайдхофен-ан-дер-Ибс (Гражданская госпитальная церковь), Ибс-ан-дер-Донау (Молитвенный зал Кирхенгассе) Predigtstationen: Hollenstein an der Ybbs (Privathaus), Stadt Haag (Versorgungsheimkapelle), Waidhofen an der Ybbs (Bürgerspitalkirche), Ybbs an der Donau (Betsaal Kirchengasse) | Спасская церковь (Амштеттен)                                              |
| Баден (Baden)                                                          | Протестантская приходская церковь (Баден) (Evangelische Pfarrkirche Baden) → Проповедническая станция: Общинный центр Мартина Лютера в Бадене, Шиммергассе, 35а Predigtstation: Martin-Luther-Gemeindezentrum in Baden, Schimmergasse 35a | Протестантская приходская церковь (Баден)                                 |
| Бад-Фёслау (Bad Vöslau)                                                | Церковь Христа (Бад-Фёслау) (Evangelische Pfarrkirche Bad Vöslau (Christuskirche)) → Проповеднические станции: Леоберсдорф, Тесдорф Predigtstationen: Leobersdorf, Teesdorf Проповеднические пункты: Якобусхайм (Бад-Фёслау), Дом престарелых Золотой век (Бад-Фёслау) Predigtstellen: Jakobusheim Bad Vöslau, Seniorenresidenz Golden Age Bad Vöslau                                                                                               | Церковь Христа (Бад-Фёслау)                                               |
| Берндорф (Berndorf)                                                    | (Берндорф) (Dreieinigkeitskirche in Berndorf) → Проповеднические пункты: Энцесфельд (Госпитальная церковь), Земельный хоспис (Берндорф) Predigtstellen: Enzesfeld (Spitalskirche), Landespflegeheim Berndorf | Троицкая церковь (Берндорф)                                               |
| Брукк-ан-дер-Лайта-Хайнбург-ан-дер-Донау (Bruck/Leitha-Hainburg/Donau) | Церковь святого Матфея (Брукк-ан-дер-Лайта) (Matthäuskirche) Проповедническая станция: Церковь Мартина Лютера (Хайнбург-ан-дер-Донау) Predigtstation: Hainburg/Donau (Martin-Luther-Kirche) Проповеднический пункт: Зоммерайн (Совет общины) Predigtstellen: Sommerein (Gemeindeamt) |                                                                           |
| Винер-Нойштадт (Wiener Neustadt)                                       | Воскресенская церковь (Винер-Нойштадт) (Auferstehungskirche) Проповеднические станции: Проповеднические пункты: Predigtstationen: Pottendorf (Festsaal der Mälzerei Koch), Pernitz (Marienkirche Neusiedl), Felixdorf (Evangelische Kirche) Predigtstellen: Wiener Neustadt (Stadtheim, Landespflegeheim, Gefangenenhaus) | Воскресенская церковь (Винер-Нойштадт)                                    |
| (Gloggnitz)                                                            | () (Dreieinigkeitskirche) |                                                                           |
| (Gmünd)                                                                | () (Friedenskirche) Predigtstationen: Heidenreichstein (Versöhnungskirche), Groß-Siegharts (Schloss), Waidhofen an der Thaya (Kirche der frohen Botschaft) Predigtstellen: Alt-Nagelberg (Kapelle), Litschau (Rathaus-Sitzungssaal) | Протестантская приходская церковь Friedenskirche in Gmünd                 |
| (Horn)                                                                 | () (Evangelisches Gemeindezentrum Horn) Predigtstation: Evangelische Kirche Zwettl-Niederösterreich (Auferstehungskirche) Predigtstellen: Gars, Eggenburg, Ravelsbach (Pfarrkirche Ravelsbach) | Протестантская приходская церковь Auferstehungskirche in Zwettl           |
| (Klosterneuburg)                                                       | () (Evangelische Pfarrkirche Klosterneuburg) Predigtstellen: Höflein (Pfarrkirche Höflein), Weidling (Wohnheim) | Протестантская приходская церковь Evangelische Pfarrkirche Klosterneuburg |
| (Korneuburg)                                                           | () (Dreieinigkeitskirche) Predigtstationen: Ernstbrunn (Schlosskapelle Ernstbrunn), Langenzersdorf (Holzkirchlein Langenzersdorf) | Evangelische Pfarrkirche Korneuburg                                       |
| (Krems an der Donau)                                                   | () (Heilandskirche) | Heilandskirche in Krems an der Donau                                      |
| (Melk-Scheibbs)                                                        | () (Erlöserkirche und Heilandkirche (Scheibbs)) Predigtstationen: Gaming (Betsaal im Rathaus), Pöchlarn (Römisch-katholisches Pfarrheim), Wieselburg (Evangelische Schlosskapelle) Predigtstellen: Loosdorf (Sebastiankapelle), Lunz am See (Römisch-katholisches Pfarrheim) | Протестантская приходская церковь Erlöserkirche in Melk                   |
| (Mistelbach)                                                           | () (Elisabethkirche in Mistelbach) Tochtergemeinde: () (Laa an der Thaya (Christuskirche)) | Протестантская приходская церковь Elisabethkirche in Mistelbach           |
| (Mitterbach)                                                           | () (Evangelische Pfarrkirche Mitterbach) Predigtstellen: Annaberg-Reith, Lackenhof, Ulreichsberg, Gußwerk | Протестантская приходская церковь Evangelische Pfarrkirche Mitterbach     |
| (Mödling)                                                              | () (Evangelische Pfarrkirche Mödling) Predigtstation: Waisenhauskirche in Mödling | Протестантская приходская церковь Evangelische Pfarrkirche Mödling        |
| (Naßwald)                                                              | () (Evangelische Pfarrkirche Naßwald) Predigtstationen: Hirschwang an der Rax (Henriettenkapelle) | Протестантская приходская церковь Evangelische Pfarrkirche Naßwald        |
| (Neunkirchen)                                                          | () (Evangelische Pfarrkirche Neunkirchen) Predigtstellen: Landespensionistenheim Neunkirchen/Stadtpark, Aspang (Trauungssaal/Rathaus), Hochegg (Kapelle Rehabilitationszentrum), Bad Schönau (Kurhotel Königsberg), Scheiblingkirchen (Landespensionistenheim) | Протестантская приходская церковь Evangelische Pfarrkirche Neunkirchen    |
| (Perchtoldsdorf)                                                       | () (Christ-Königs-Kirche) Predigtstellen: Landespensionistenheim Perchtoldsdorf | Протестантская приходская церковь Christ-Königs-Kirche in Perchtoldsdorf  |
| (Purkersdorf)                                                          | () (Evangelische Kirche Purkersdorf) Predigtstellen: Eichgraben (Evangelische Michaelskapelle), Pressbaum (Kirche zur Liebe Gottes) |                                                                           |
| (St. Aegyd am Neuwald-Traisen)                                         | () (Auferstehungskirche (Traisen) und Waldkirche (St. Aegyd)) Predigtstellen: Hainfeld (Kath. Pfarrhof Barockstüberl), Hainfeld (Kapelle Landespensionistenheim), Hohenberg (Volksschule), Kurhotel Salzerbad (Emmauskapelle), Türnitz (Kapelle Landespensionistenheim) |                                                                           |
| (St. Pölten)                                                           | () (Evangelische Pfarrkirche St. Pölten) Predigtstationen: Herzogenburg (Kapelle auf der Brandstätte), Neulengbach (Nikolauskapelle), Rabenstein (Rabensaal), Traismauer (Kapelle im Hungerturm), Wilhelmsburg (Herzogskapelle), Markersdorf (Römisch-katholisches Pfarrheim) Predigtstellen: Pyhra, Justizanstalt St. Pölten | Протестантская приходская церковь Evangelische Pfarrkirche St. Pölten     |
| Терниц (Ternitz)                                                       | Церковь святого Луки (Терниц) (Lukaskirche) | Церковь святого Луки (Терниц)                                             |
| Трайскирхен (Traiskirchen)                                             | Протестантская приходская церковь (Трайскирхен) (Evangelische Pfarrkirche Traiskirchen) | Протестантская приходская церковь (Трайскирхен)                           |
| Тульн-ан-дер-Донау (Tulln)                                             | Спасская церковь (Тульн) (Heilandskirche) Проповеднические пункты: Langenlebarn (Heilandskapelle), St. Andrä vor dem Hagenthale (Christuskirche) Predigtstellen: Langenlebarn (Heilandskapelle), St. Andrä vor dem Hagenthale (Christuskirche) |                                                                           |
| Штоккерау (Stockerau)                                                  | Кирха Лютера (Штоккерау) (Lutherkirche) Проповеднические станции: Hollabrunn (Christuskirche), Kalladorf (Leonhardskirche), Spillern (Heilandskirche), Retz (Rathauskapelle) Predigtstationen: Hollabrunn (Christuskirche), Kalladorf (Leonhardskirche), Spillern (Heilandskirche), Retz (Rathauskapelle) | Кирха Лютера (Штоккерау)                                                  |
| Штрасхоф-ан-дер-Нордбан (Strasshof-Marchfeld)                          | Кирха Мартина Лютера (Штрасхоф-ан-дер-Нордбан) (Martin-Luther-Kirche) Проповеднические станции: Lassee/Marchegg (Katholisches Pfarrheim), Prottes (Gemeindeamt) Predigtstationen: Lassee/Marchegg (Katholisches Pfarrheim), Prottes (Gemeindeamt) |                                                                           |

## Комментарии
1. ↑  Общая площадь суперинтендентства составляет 1.898.629,61 га, в том числе:
  - федеральная земля Нижняя Австрия (1.918.626,53 га), площадью 1.894.965,68 га, исключая политические общины Герасдорф-бай-Вин площадью 3.524,24 га, Грос-Энцерсдорф площадью 8.388,83 га, Фишаменд площадью 2.503,48 га, Химберг площадью 4.761,05 га и Швехат площадью 4.483,25 га, входящие в Евангелическое суперинтендентство Аугсбургского исповедания Вены;
  - политическая община Бруккнойдорф, площадью 3.663,93 га, расположенная в федеральной земле Бургенланд.

## Внешние ссылки
- Официальная страница (нем.)
- Географические координаты суперинтендентства Аугсбургского исповедания Нижней Австрии 48°12′14″ с. ш. 15°37′13″ в. д.HGЯO